# Valentinas Stundys
Valentinas Stundys (* 17. Oktober 1960 in Limonys, Rajongemeinde Širvintos) ist ein litauischer Politiker.

## Leben
1982 absolvierte er ein Diplomstudium am Vilniaus pedagoginis institutas.
Von 1982 bis 1990 arbeitete er in Videniškiai in der Rajongemeinde  Molėtai, von 1990 bis 2006 am Gymnasium Molėtai. Er war Mitglied im Gemeinderat, stellvertretender Bürgermeister, von 1997 bis 2008 Bürgermeister der Rajongemeinde Molėtai, von 2008 bis 2012 Mitglied im Seimas.
Ab 1990 war er Mitglied von Lietuvos krikščionių demokratų partija, ab 2002 von Lietuvos krikščionys demokratai und danach von TS-LKD. 
Stundys ist verheiratet. Mit Frau Stasė hat er die Töchter Vaida und Vaiva.

## Quelle
- 2008 m. Lietuvos Respublikos Seimo rinkimai - Tėvynės sąjunga - Lietuvos krikščionys demokratai - Iškelti kandidatai (Memento vom 14. Februar 2014 im Internet Archive)

| Personendaten    | Personendaten                    |
| ---------------- | -------------------------------- |
| NAME             | Stundys, Valentinas              |
| KURZBESCHREIBUNG | litauischer Lehrer und Politiker |
| GEBURTSDATUM     | 17. Oktober 1960                 |
| GEBURTSORT       | Limonys, Rajon Širvintos         |